# Libušnje
Libušnje (in italiano Libussina, desueto) è un paese della Slovenia, insediamento (naselje) del comune di Caporetto.
La località si trova nell'alta valle del fiume Isonzo a 412,6 metri s.l.m. a sud-ovest del massiccio del Monte Nero.

## Geografia fisica

### Alture principali
Pleče, mt 1290,3; Planica, mt 1372; Špik, mt 858.

### Corsi d'acqua
fiume Isonzo (Soča)

## Storia
Dopo la caduta dell'Impero romano, e la parentesi del Regno ostrogoto, i Longobardi si insediarono nel suo territorio, seguiti poi attorno al VI secolo da popolazioni slave. Fu così che tutto il suo territorio entrò a far parte del Ducato del Friuli. Alla caduta del Regno longobardo subentrarono quindi i Franchi; in seguito al Trattato di Verdun, nell'843, entrò a far parte del Regnum Italiae e poi, nel 951, della Marca di Verona e Aquileia; dopo un'iniziale sottomissione al Ducato di Baviera dal 952, nel 976 passò al Ducato di Carinzia appena costituito dall'imperatore Ottone II.
Nel 1077 passò al Principato ecclesiastico di Aquileia sotto la Gastaldia di Tolmino. Con la caduta del Patriarcato di Aquileia passò nel 1420 (formalmente nel 1445) alla Repubblica di Venezia.
Col Trattato di Noyon (1516) la Serenissima perse l'alta valle del fiume Isonzo e quindi la Gastaldia di Tolmino, di cui Libussina faceva parte, a favore della Contea di Gorizia e Gradisca che già dal 1500 era sotto dominio asburgico.
Con il trattato di Schönbrunn (1809) entrò a far parte delle Province Illiriche.
Col Congresso di Vienna nel 1815 rientrò in mano austriaca nella ricostituita Contea di Gorizia e Gradisca (a sua volta inquadrata dapprima nel Regno d'Illiria e poi dal 1849 nel Litorale austriaco). Inizialmente frazione del comune catastale di Smast, in seguito il centro abitato divenne capoluogo di un comune che comprendeva, oltre all'ex comune di Smast, anche i comuni catastali di:
- Camina (Kamina o Kamno), con il villaggio di Kern (o Krn);
- Versno (Vrsno), con il villaggio di Selce (Selče);
- Ladra (o Ladri);
- Vollaria (Volarje), con il villaggio di Selišče.

Negli anni Ottanta del XIX secolo il comune catastale di Vollaria venne aggregato al comune di Tolmino. La località era nota col toponimo italiano di Libussina e con quelli sloveni di Libušina o Libušnje.
Durante la prima guerra mondiale fu teatro del Primo Balzo delle truppe italiane e della seguente Prima battaglia dell'Isonzo.
Dopo la prima guerra mondiale, fu comune autonomo della Provincia del Friuli, comprendendo le frazioni di Chern/Montenero (Krn), Ladra (Ladra), Smast/Smasti (Smast) e Versno/Úrsina (Vrsno) dell'attuale comune di Caporetto e Càmno/Camina (Kamno) e Selze/Selze di Caporetto (Selce) dell'attuale comune di Tolmino. Nel 1927 passò alla ricostituita Provincia di Gorizia venendo assorbito dal comune di Caporetto l'anno successivo.
Fu soggetta alla Zona d'operazioni del Litorale adriatico (OZAK) tra il settembre 1943 e il 1945 e tra il 1945 e il 1947, trovandosi a ovest della Linea Morgan, fece parte della Zona A della Venezia Giulia sotto il controllo britannico-americano del Governo Militare Alleato (AMG); passò poi alla Jugoslavia e quindi alla Slovenia.